# گرمارینگن
گرمارینگن (به آلمانی: Germaringen) یک شهر در آلمان است که در استالگوی واقع شده‌است.